# Damián Abajo
Damián Abajo es un barrio ubicado en el municipio de Orocovis en el estado libre asociado de Puerto Rico. En el Censo de 2010 tenía una población de 754 habitantes y una densidad poblacional de 107,66 personas por km².

## Geografía
Damián Abajo se encuentra ubicado en las coordenadas 18°14′21″N 66°28′2″O / 18.23917, -66.46722. Según la Oficina del Censo de los Estados Unidos, Damián Abajo tiene una superficie total de 7 km², que corresponden a tierra firme.

## Demografía
Según el censo de 2010, había 754 personas residiendo en Damián Abajo. La densidad de población era de 107,66 hab./km². De los 754 habitantes, Damián Abajo estaba compuesto por el 92.04% blancos, el 3.71% eran afroamericanos, el 0.93% eran amerindios, el 2.12% eran de otras razas y el 1.19% pertenecían a dos o más razas. Del total de la población el 99.87% eran hispanos o latinos de cualquier raza.